# Rentenrechtliche Zeiten
Rentenrechtliche Zeit ist ein Begriff aus dem deutschen Rentenversicherungsrecht und bezeichnet einen Zeitraum im Versicherungsleben einer natürlichen Person, die sich auf die Rentenhöhe auswirkt (§ 54 SGB VI).
Es gibt verschiedene rentenrechtliche Zeiten:
- Beitragszeiten (§ 55 Abs. 1 SGB VI)
  - Pflichtbeitragszeiten
    - hierzu zählen auch Zeiten der Kindererziehung (§ 56 SGB VI)

  - freiwillige Beitragszeiten
  - beitragsgeminderte Zeiten

- Beitragsfreie Zeiten (§ 58, § 59, § 250 SGB VI)
  - Anrechnungszeiten
  - Zurechnungszeit
  - Ersatzzeiten

- Berücksichtigungszeiten (§ 57 SGB VI)
  - Pflegeberücksichtigungszeit wegen Pflege vom 1. Januar 1992 bis 31. März 1995